# Кукмар (Новотор'яльський район)
Кукма́р (рос. Кукмарь, марій. Кукмарь) — присілок у складі Новотор'яльського району Марій Ел, Росія. Входить до складу Чуксолинського сільського поселення.

## Населення
Населення — 19 осіб (2010; 21 у 2002).
Національний склад (станом на 2002 рік):
- лучні марійці — 95 %